# Pierre Van Dormael
Pierre Van Dormael (* 24. Mai 1952 in Ukkel; † 3. September 2008) war ein belgischer Gitarrist der Pop- und Jazz-Musik.

## Leben und Wirken
Van Dormael war einer der Gründer der „Nasa Na Band“, einer Vorläuferband zur einflussreichen belgischen Fusion-Gruppe „Aka Moon“.  Mit beteiligt waren der Saxophonist Fabrizio Cassol, der Bassist Michel Hatzigeorgiou und der Schlagzeuger Stéphane Galland, die auch den Kern von Aka Moon bilden. Van Dormael spielte auch als Gast auf den Alben „Ganesh“ 1997 und „Guitars“ 2002 von Aka Moon. Mit dem Saxophonisten Pierre Vaiana und dem Bassisten Jean-Louis Rassinfosse gründete er die Gruppe „L´Ame des Poètes“ (gleichnamiges Album 1992 sowie „L´Été Indien“ 1994 bei Igloo). Er lehrte auch einige Zeit Musik in Westafrika. Mit dem Kora-Spieler Soriba Kouyaté und dem Bassisten Otti Van der Werf nahm er das 1997 veröffentlichte das Album „Djigui“ auf. Außerdem nahm er auf und spielte mit den Gruppen „Octurn“ und „Deep in the Deep“.
1988 war er am „James Baldwin Project“ des Sängers David Linx beteiligt (Album „A Lover´s Question“ bei Label Bleu). 2005 war er Mitglied des „Philip Catherine Guitar Orchestra“. 2001 veröffentlichte er ein Album „Vivaces“ mit seiner Gruppe „Vivaces“.
Van Dormael schrieb auch Filmmusiken für die Filme seines Bruders Jaco Van Dormael, wie den erfolgreichen Film „Toto der Held“ (1991) und „Le huitième jour“ (1996). Die Komposition „Undercover“ wurde als Titelmelodie für den Film „Mr. Nobody“ (2009) verwendet.
2007 erhielt er den Django d’Or (Belgien) als „Etablierter Musiker“.
Am 3. September 2008 starb Van Dormael an den Folgen einer Krebserkrankung.